# イチ・ニのキュー!
『イチ・ニのキュー!』は、1968年11月2日から1969年3月29日まで日本テレビ系列局で放送されていた日本テレビ製作のバラエティ番組である。味の素の一社提供。放送時間は毎週土曜19:30 - 20:00（日本標準時）。

## 概要
それまで同時間帯に放送されていた『味の素K.K. ミュージックレストラン 九ちゃん!』のリニューアル版で、引き続き坂本九や伊東四朗らが出演していた。
前番組は公会堂での公開放送を行っていたが、本番組はスタジオでの収録番組となった。また、番組のコメディ要素をさらに増やしたり、坂本が視聴者宅を訪問する新企画も行ったりと、さまざまな変更が加えられた。最終回では「無人島の退屈な人」や「時代劇と思ってカメラを引いたらチンドン屋」などの、アメリカの番組『ラフ・イン』をアレンジした奇妙なギャグ特集を放送した。ただし坂本のギャラ問題がネックとなり、番組は半年弱で終了を余儀なくされた（詳細は九ちゃん!#概要を参照）。
後に坂本が出演した日本テレビ開局30周年記念特番『テレビから生まれた歌・30年!』（1983年8月28日放送）では、この番組のオープニングが放送された。

## 出演者
- 坂本九
- 伊東四朗
- 小川知子
- ヴィレッジ・シンガーズ
- ピンキーとキラーズ
- ザ・ダンサーズ：公募で集められた視聴者6人によるダンスグループ。

## スタッフ
- 構成：中原弓彦（後の小林信彦）、井上ひさし ほか
- オープニングアニメーション製作：虫プロダクション
- 演出：齋藤太朗、仁科俊介
- プロデューサー：井原高忠
- 製作著作：日本テレビ